# مختار بلخيتر
مختار بلخيتر (مواليد 15 يناير 1992 في وهران) هو لاعب كرة قدم جزائري محترف، يلعب مع النادي الإفريقي .

## إحصائيات
| الموسم   | النادي         | الدوري                             | الدوري | الدوري | الكأس | الكأس | قاريًا | قاريًا | المجموع | المجموع |
| الموسم   | النادي         | الدوري                             | ظهور   | أهداف  | ظهور  | أهداف | ظهور  | أهداف | ظهور    | أهداف   |
| -------- | -------------- | ---------------------------------- | ------ | ------ | ----- | ----- | ----- | ----- | ------- | ------- |
| 2009–10  | مولودية وهران  | الرابطة الجزائرية المحترفة الأولى  |        |        |       |       |       |       |         |         |
| 2010–11  | اتحاد البليدة  | الرابطة الجزائرية المحترفة الأولى  | 24     | 0      | 2     | 0     | 0     | 0     | 26      | 0       |
| 2011-12  | اتحاد البليدة  | الرابطة الجزائرية المحترفة الثانية | 23     | 0      | 1     | 0     | 0     | 0     | 24      | 0       |
| 2012-13  | اتحاد البليدة  | الرابطة الجزائرية المحترفة الثانية | 24     | 2      | 3     | 0     | 0     | 0     | 27      | 2       |
| المجموع  | المجموع        | المجموع                            | 71     | 2      | 6     | 0     | 0     | 0     | 77      | 2       |
| 2013–14  | مولودية العلمة | الرابطة الجزائرية المحترفة الأولى  | 26     | 1      | -     | -     | 0     | 0     | 26      | 1       |
| 2014–15  | مولودية العلمة | الرابطة الجزائرية المحترفة الأولى  | 26     | 1      | -     | -     | 10    | 0     | 36      | 0       |
| 2015–16  | مولودية العلمة | الرابطة الجزائرية المحترفة الثانية | -      | -      | -     | -     | 0     | 0     | -       | -       |
| المجموع  | المجموع        | المجموع                            | 52     | 1      | -     | 0     | 10    | 0     | 62      | 1       |
| الإجمالي | الإجمالي       | الإجمالي                           | 123    | 3      | 6     | 0     | 10    | 0     | 139     | 3       |

## روابط خارجية
- مختار بلخيتر على موقع قاعدة بيانات كرة القدم.إي يو (الإنجليزية)
- مختار بلخيتر على موقع ناشيونال فوتبول تيمز (الإنجليزية)
- مختار بلخيتر على موقع Soccerway.com (الإنجليزية)